# Зугдидский троллейбус
Зугдидский троллейбус (груз. ზუგდიდის ტროლეიბუსი) — закрытая троллейбусная система в грузинском городе Зугдиди.

## История
Троллейбусное движение в Зугдиди было открыто к 27 съезду КПСС в 1986 году. Первоначально существовало два маршрута. Первый маршрут связывал между собой индустриальные районы Зугдиди (фарфоровый завод, улица Чиковани, улица Барамия, и далее до Ингурского целлюлозно-бужажного комбината), второй маршрут пересекал весь город и имел одну конечную — на улице Барамия. Второй маршрут проходил по улице Барамия, дальше мимо Зугдидского ботанического сада, футбольного стадиона, городской больницы, выходил на трассу Тбилиси—Сенаки, делал круг около городского кладбища и возвращался в центр города по улице Константина Гамсахурдиа.
Система достигла пика развития в 1991 году, когда в городе курсировало 16 троллейбусов, а общая длина обоих маршрутов составляла 22,5 километров.
Троллейбусное депо находилось на улице Чиковани. Подвижным составом являлись троллейбусы ЗиУ-682ГО, ЗиУ-9, переданные из Афин и переданные из Тбилиси после закрытия столичного троллейбуса Škoda 14Tr. Проезд в троллейбусе стоил 10 тетри и был весьма популярен среди местного населения.
Система сильно пострадала из-за гражданской войны в Грузии, было уничтожено несколько троллейбусов, но протяженность маршрутов не сокращалась. В 1992—1994 годах движение было прервано и восстановлено в 1995 году.
В начале 2000-х годов маршрут № 2 был ликвидирован из-за того, что промышленность в Зугдиди пришла в полнейший упадок и перевозки пассажиров на этом маршруте не окупались. Оставшийся маршрут действовал до июня 2009 года, когда городская мэрия приняла решение о закрытии троллейбусной системы города. Несколько троллейбусов было выкуплено их бывшими водителями и стоят во дворах их домов. Остальные троллейбусы были сданы на металлолом, троллейбусное депо было снесено, а на его месте построена детская игровая площадка. На момент закрытия троллейбуса в Зугдиди единственный оставшийся маршрут имел 5,5 километров в длину и на нем работало 8 троллейбусов.